# Sbirri oltre la vita
Sbirri oltre la vita (Dead Heat) è un film statunitense del 1988 diretto da Mark Goldblatt.
Classificato come B-movie, il film è ricordato soprattutto per due motivi: la partecipazione di Vincent Price (sia pure in un ruolo marginale) e il fatto di essere un raro esempio di "poliziesco-horror".

## Trama
Roger Mortis e Doug Bigelow sono due poliziotti impegnati in un caso di rapina apparentemente banale, che diventa però insolito quando i rapinatori non muoiono nemmeno dopo essere stati crivellati dai proiettili. Eliminati finalmente i malfattori, si scopre che non solo erano già stati arrestati in precedenza, ma addirittura erano già morti da tempo.
L'autopsia rileva nei cadaveri tracce di una sostanza misteriosa, che dopo essere stata analizzata riporta a un'industria chimica, la Dante Pharmaceuticals. Mortis e Bigelow decidono di indagare: si recano alla Dante e iniziano a scoprire qualcosa su un misterioso piano per la resurrezione dei criminali morti.
I due però vengono scoperti, e un mostruoso essere rianimato si avventa contro di loro: i due hanno la meglio, ma Mortis finisce accidentalmente in una camera di decompressione e muore. Il suo collega decide quindi di testare sul cadavere del suo amico il macchinario che rianima i defunti, nascosto nei sotterranei della Dante, trasformandolo così in uno zombi.
Ora Mortis e Bigelow hanno 12 ore di tempo per risolvere il caso, prima che l'effetto del macchinario cessi e la decomposizione abbia il sopravvento: scopriranno che a capo di tutto c'è un miliardario non-morto con manie di grandezza.